# Königinnendenkmal

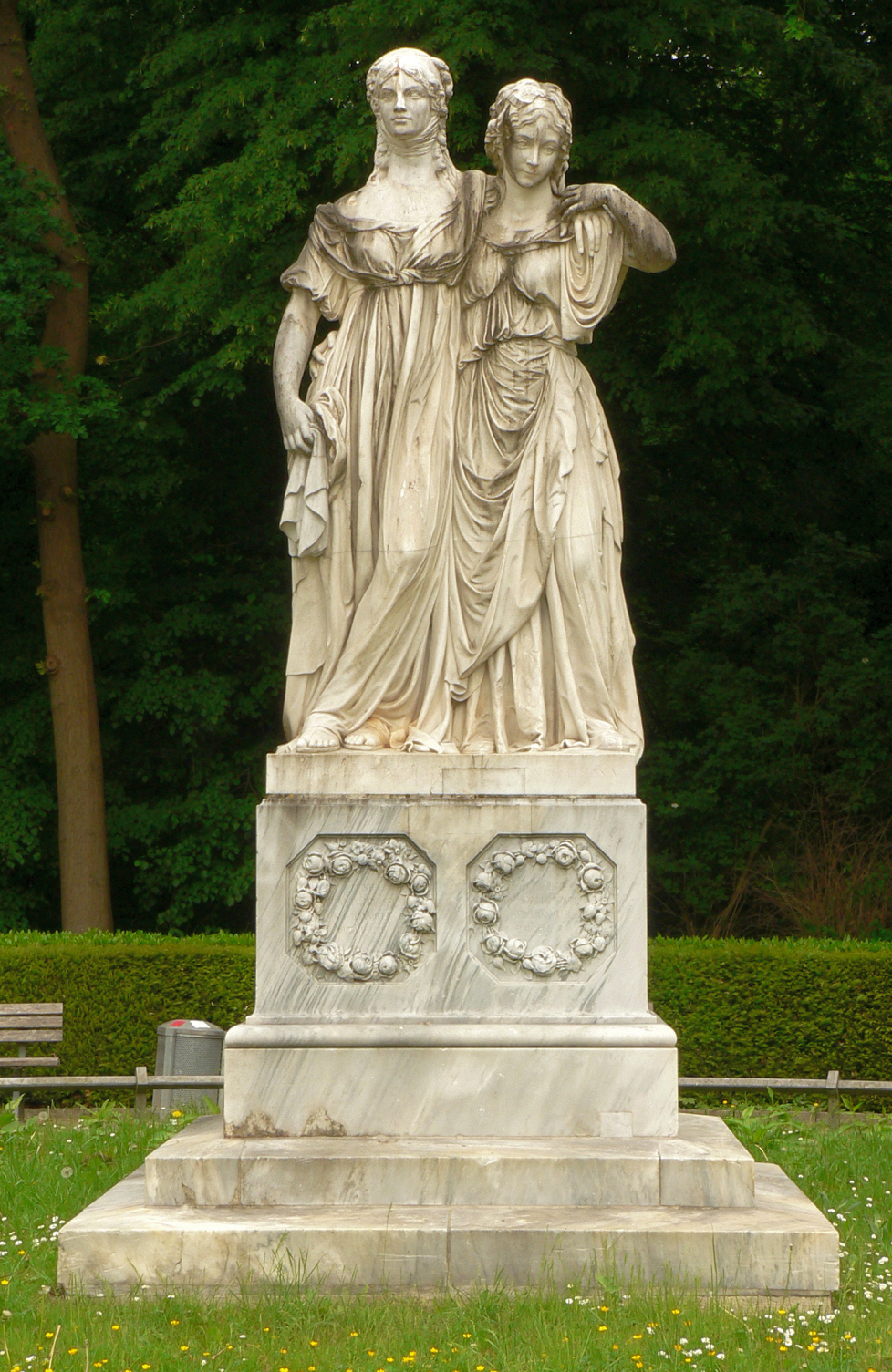
Das Königinnendenkmal am Rande des Stadtwaldes Eilenriede: links Luise, rechts Friederike.

Das Königinnendenkmal oder Prinzessinnen-Denkmal am Rand der Eilenriede in Hannover aus der Zeit des Deutschen Kaiserreichs Anfang des 20. Jahrhunderts stellt die beiden Prinzessinnen und späteren Königinnen Luise von Preußen und Friederike von Hannover dar. Beide wurden in Hannover im Alten Palais gegenüber dem Leineschloss als Töchter des späteren Herzogs von Mecklenburg-Strelitz Karl II. geboren. Die Schwestern wurden durch ihre Doppelhochzeit mit Kronprinz Friedrich Wilhelm (1770–1840) und Prinz Friedrich Ludwig (1773–1796) im Jahr 1793 in Berlin zunächst Prinzessinnen von Preußen. Wenig später schuf der Bildhauer Johann Gottfried Schadow von 1795 bis 1797 für das Berliner Schloss die früher dort aufgestellte Prinzessinnengruppe. Diese Plastik ist heute ein Exponat in der Alten Nationalgalerie in Berlin. Durch ihre dritte Ehe (ab 1815) mit Ernst August I. wurde Friederike 1837 Königin von Hannover. 
Nachdem infolge des Deutsch-Deutschen Krieges das Königreich Hannover 1866 von Preußen annektiert worden war – was ein großer Teil der Hannoveraner Bürgerschaft nicht billigte – machte der spätere deutsche Kaiser Wilhelm II. anlässlich des 100. Todestages der Königin Luise von Preußen und zum Zeichen der Versöhnung zwischen dem Haus Hohenzollern und den Welfen ein Geschenk an die Stadt Hannover. Im Auftrag des Kaisers schuf der in Berlin tätige venezianische Bildhauer Valentino Casal eine überlebensgroße Kopie der Berliner Prinzessinnengruppe. Das Doppel-Standbild der sich aneinanderschmiegenden Königinnen wurde in pentelischem Marmor und um etwa ein Drittel größer ausgeführt als das Original: Das monumentale Ausmaß der Kopie der klassizistischen Figurengruppe hatte symbolisch-staatspropagandistische Funktion: Eine Königin von Preußen und die erste Königin von Hannover in geschwisterlicher Eintracht.

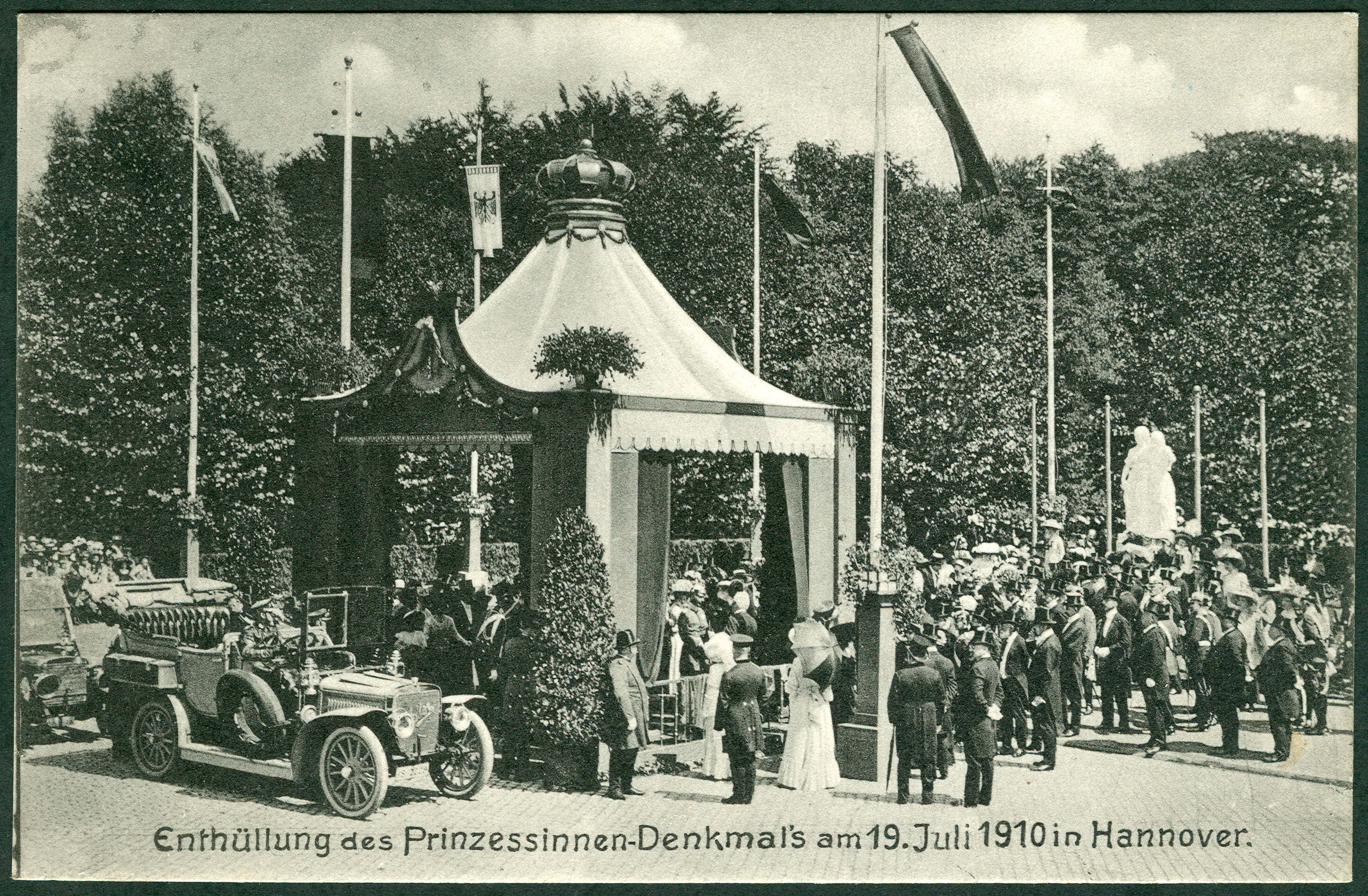
„Enthüllung des Prinzessinen-Denkmals am 19. Juli 1910 in Hannover“ in Anwesenheit von Kaiser Wilhelm II. und Honoratioren der Stadt. Im Vordergrund wartet der kaiserliche Chauffeur im offenen Automobil.
Ansichtskarte im Lichtdruck von Ludwig Hemmer

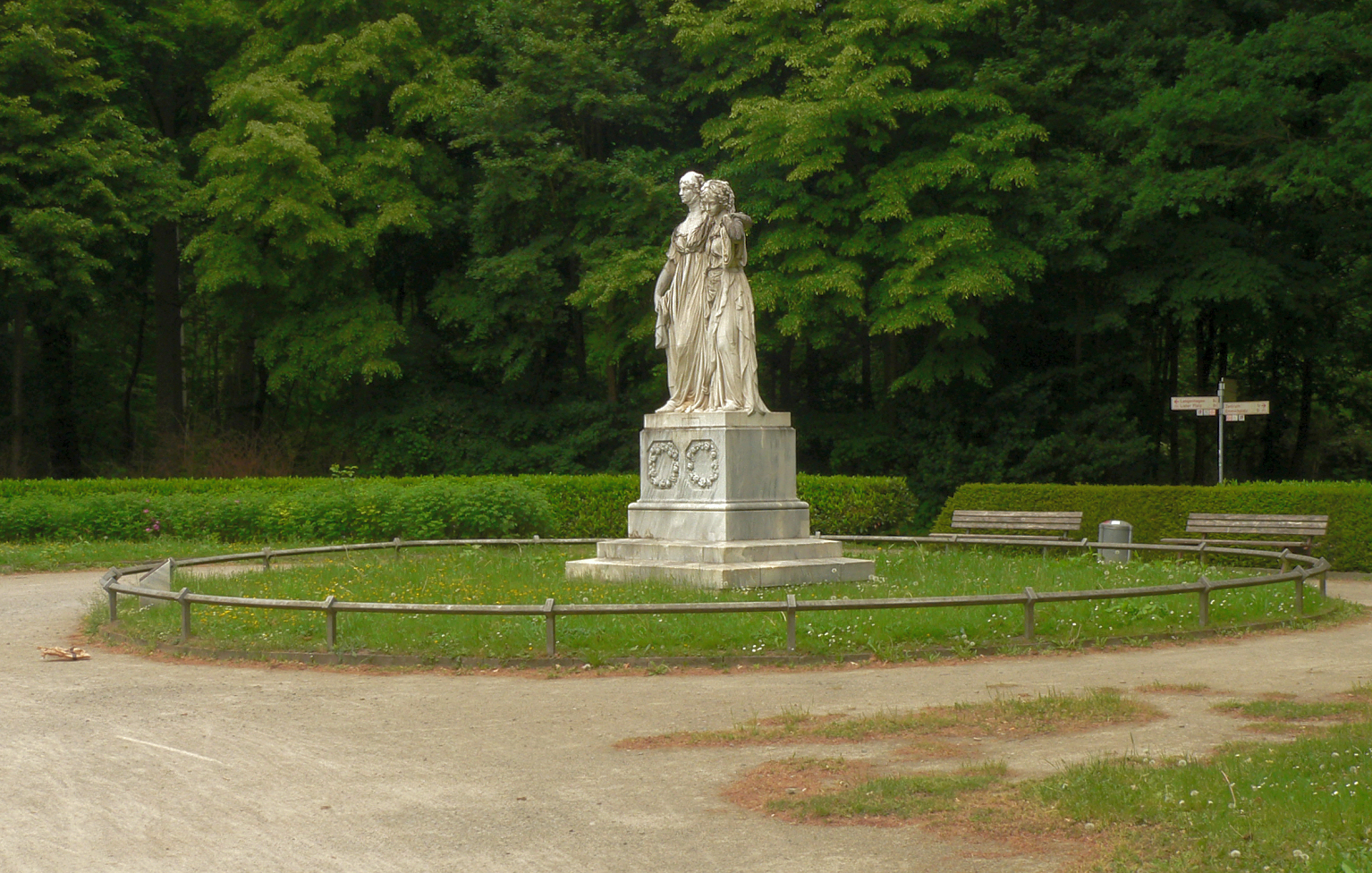
Das Denkmal in seiner Umgebung mit den Bäumen der Eilenriede im Hintergrund

Das kaiserliche Geschenk wurde am 19. Juli 1910 am scharfen Knick der Hohenzollernstraße, am Rand der Eilenriede und an der Einmündung der Yorckstraße aufgestellt.
Anlässlich der Enthüllung des „Zwei-Königinnendenkmals“ erhielt der hannoversche Archivrat Jean Lulvès den Roten Adlerorden 4. Klasse mit der Krone.
Nach dem Ersten Weltkrieg waren es wohl die Gegner der Monarchie, die im Zuge der Novemberrevolution im Jahr 1918 das Königinnendenkmal, wie es hieß, „besudelten“.
Während der Luftangriffe auf Hannover im Zweiten Weltkrieg zerstörte eine Fliegerbombe den Kopf der Königin Luise. Die Rekonstruktion durch die Assistentin des Bildhauers Ludwig Vierthaler, Erika Grindel, geriet etwas zu klein.
Mit finanzieller Unterstützung durch die Klosterkammer Hannover und Hilfe zahlreicher Bürger sowie der Baudenkmalstiftung Hannover wurde das Denkmal im Jahr 2005 gereinigt und saniert, 2008 erhielt es „eine gut lesbare Tafel mit Erläuterungen.“ Mittel für die Neugestaltung des umgebenden Platzes hatte der für den Stadtbezirk Mitte zuständige Stadtbezirksrat zur Verfügung gestellt.
Im Winter wird das marmorne Königinnendenkmal mit einer Holzverschalung geschützt.